# Filtre de densitat neutra

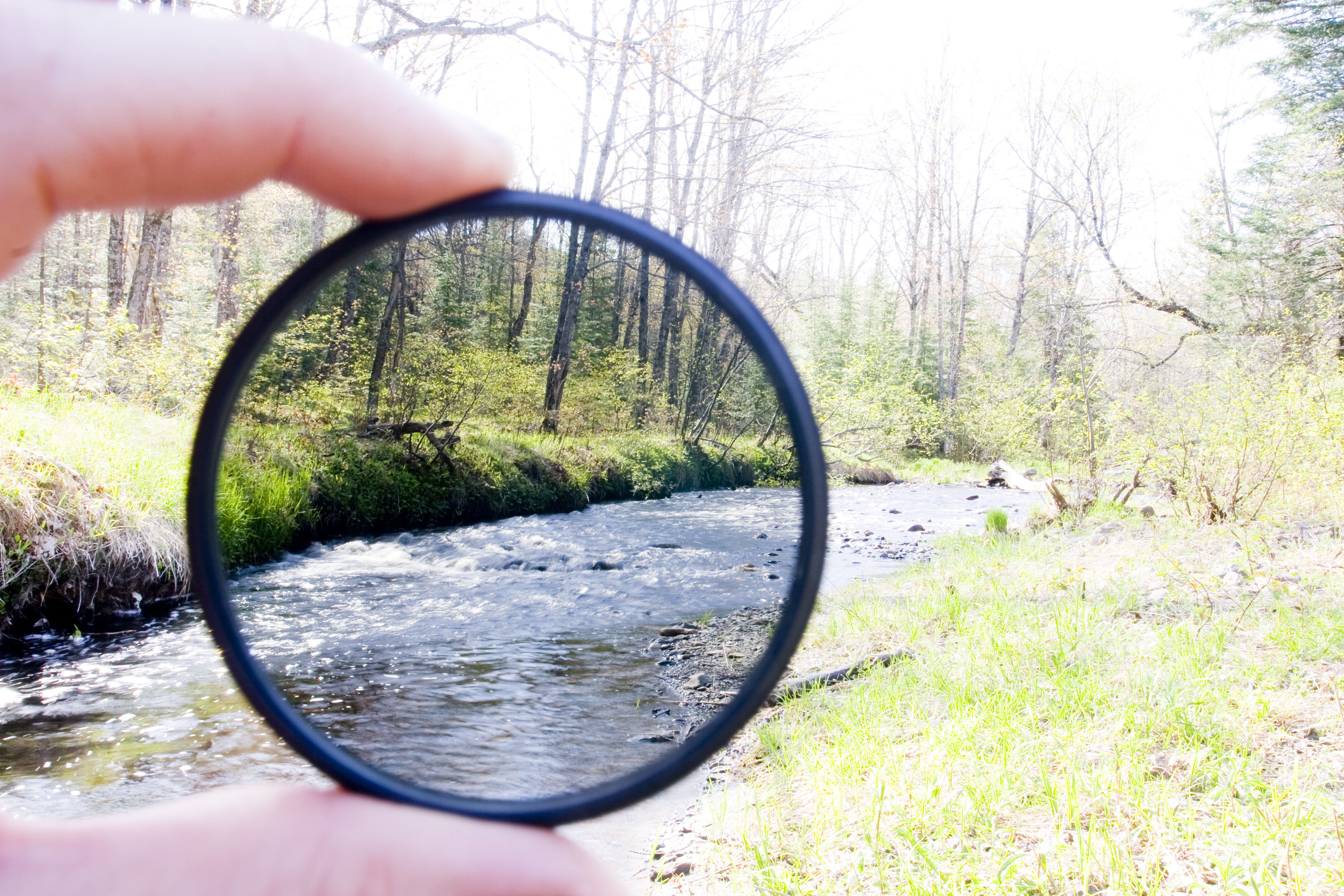
Exemplificació de l'efecte del filtre de densitat neutra.

Un filtre de densitat neutra (també conegut com a ND Filter) és un tipus de filtre que s'incorpora a la càmera fotogràfica per tal de reduir la intensitat de la llum de la càmera, és a dir que modifica la intensitat de la longitud d’ona. S'anomenen neutrals, ja que no provoquen canvis a la tonalitat del color de les imatges filtrant tots els colors per igual. Aquest tipus de filtres tenen com a objectiu donar major flexibilitat i més control al fotògraf a l’hora de canviar l'obertura de diafragma, la velocitat d'obturació o la sensibilitat del sensor. Aquest filtre permet combinacions en els paràmetres que sense el seu ús, donarien com a resultat fotografies sobreexposades. Algunes de les utilitats més comunes són disminuir la profunditat de camp o aconseguir l'efecte Motion Blur. La intensitat d’aquests filtres es mesura en nombres f o passos.

## Mecanisme
Per un filtre ND amb Absorbància, la fracció de la densitat òptica transmesa mitjançant el filtre, es pot calcular de la manera següent:
{\displaystyle t_{ND}=t_{0}\times 2^{ND}}
{\displaystyle ND}= reducció de llum del filtre ND en passos
{\displaystyle t_{ND}}= temps d’exposició final en segons
{\displaystyle t_{0}}= temps d’exposició correcte sense filtre ND
Per aclarir aquesta fórmula és necessari saber que augmentar o reduir un pas en un filtre ND suposa duplicar o reduir a la meitat, la quantitat donada de llum. Per exemple, si utilitzem un filtre ND d’1 pas, es reduirà a la meitat la quantitat de llum que entra a l’objectiu, en el cas d’un filtre ND de 2 passos, es reduirà la llum 4 vegades ({\displaystyle 2^{2}=2x2}) i així successivament. Aquest fenomen està expressat matemàticament pel Factor de filtre.

## Materials
Els filtres de densitat neutra poden ser de vidre o bé de resina. Els primers són de més qualitat i no creen dominants de color. Són molt resistents a les rascades però més fràgils enfront als cops. El seu preu també és més elevat. Per altra banda, els filtres de resina són de menys qualitat i creen dominants de color verd o morat. Són més sensibles a les rascades, però més resistents davant els cops. El seu preu tendeix a ser menys elevat que en el cas dels filtres de vidre.

## Tipus

### Filtres de densitat neutra fixos
Segons la quantitat de llum que absorbeix el filtre, existeixen diverses opcions. L'escala més habitual de filtres ND és de 0,3, 0,6, 0,9 i 1,2, cadascun d’ells presenta una major o menor absorció neutra de longituds d’ona que entra al sensor de la càmera. En el cas d’aquests filtres, només tenen un valor de la nomenclatura ND i no poden variar-lo.

#### Filtres de densitat neutra amb cobertura completa

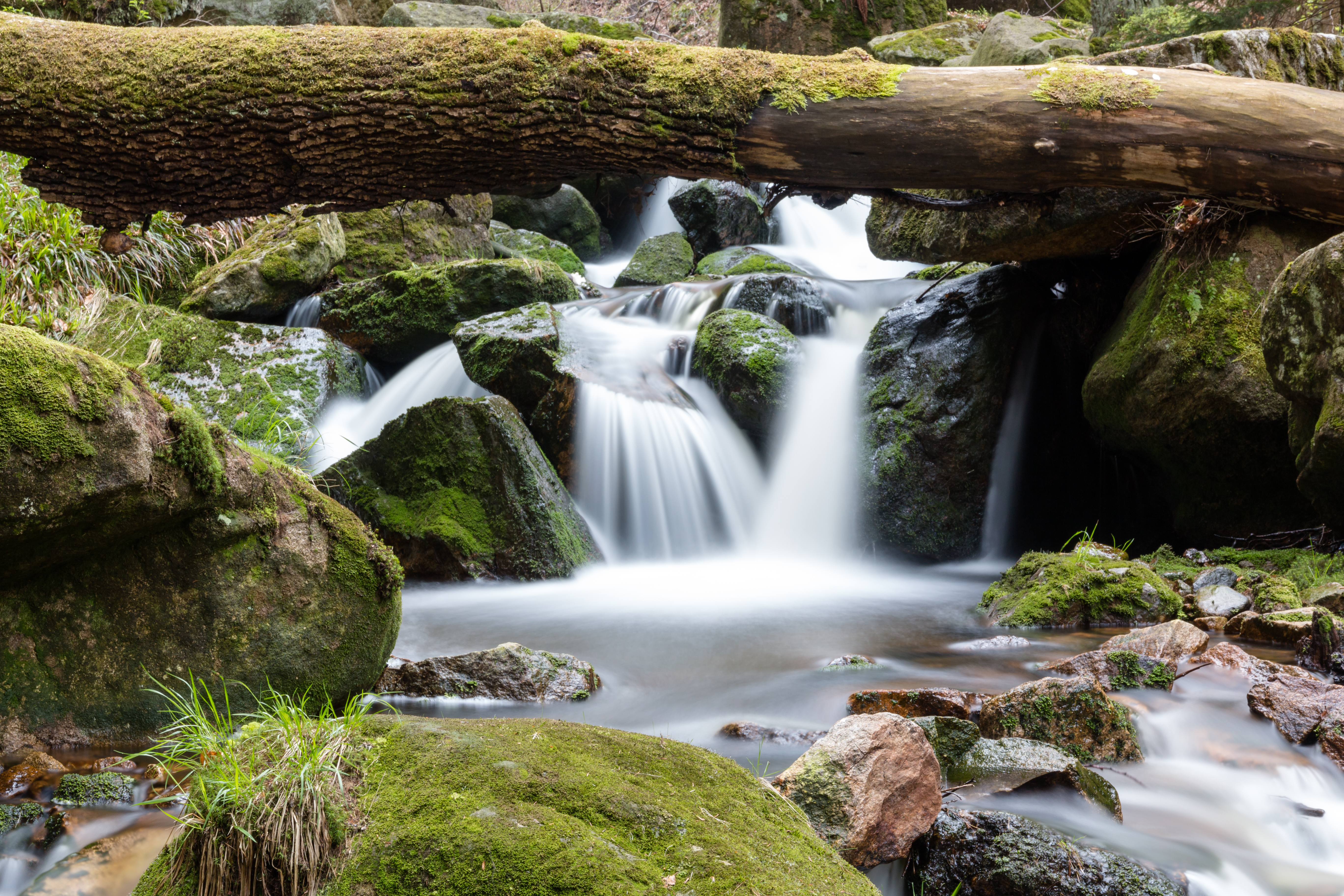
Efecte seda

Aquest tipus de filtre tenen una cobertura total, és a dir, enfosqueixen tota la superfície per igual i serveixen per enfosquir la imatge en tot l'enquadrament complet. Per tal d’obtenir una fotografia amb el nivell de lluminositat correcte, haurem d’augmentar el temps d’exposició, obrir més el diafragma o bé augmentar la sensibilitat del sensor (ISO). Si decidim augmentar el temps d’exposició, els elements de la fotografia apareixeran difusos. En el cas de persones, poden aparèixer borroses creant l'efecte Motion Blur o fins i tot arribar a desaparèixer. En el cas de les onades del mar, per exemple, el seu moviment es difuminarà fins a aconseguir el popular Efecte seda.
Si optem per obrir el diafragma, la profunditat de camp serà menor i d’aquesta manera podrem mantenir el fons més desenfocat.

#### Filtres de densitat neutra degradats
Els filtres degradats, a diferència dels de cobertura completa, tenen una cobertura parcial de la superfície i conseqüentment enfosqueixen només una part de l'enquadrament. Bloquegen la llum en diferent proporció a un costat o altre de la seva superfície: van de fosc (en un extrem) cap a clar (a l'extrem oposat) fins a arribar a la transparència. Aquest tipus de filtres serveixen per enfosquir només una part de l'enquadrament. Són molt útils en el cas de la fotografia de paisatge, ja que compensen l'exposició del cel i del terreny. Per utilitzar-lo adequadament, faríem coincidir la part fosca del filtre amb la zona més lluminosa de l'enquadrament, per tal d’igualar-lo amb l’àrea més fosca.
Dins d’aquests filtres, hi ha diferents tipus de transició cap a la zona transparent, cadascun amb una utilitat diferent. Segons l'escenari fotografiat, és convenient que la transició sigui d’una manera o altra.

##### Filtres amb degradat dur
En aquest cas, el pas de fosc a transparent és molt brusc i s'utilitza en escenaris on la part més il·luminada passa molt bruscament a la part menys il·luminada.

##### Filtres amb degradat suau
La transició de fosc a transparent d’aquest filtre és molt més progressiva i s'utilitza per escenaris amb transicions menys extremes i brusques (ex. Un paisatge amb arbres, on la llum passa a través d’aquests abans d’arribar al terreny). Són més versàtils que els filtres amb degradat dur.

##### Filtres amb degradat invers
Aquest filtre (menys comú que els dos anteriors), comença amb una zona amb densitat mitjana, s'enfosqueix cap al centre del filtre passant a un degradat dur que és seguit per una superfície transparent. S'utilitza per escenaris amb la zona més lluminosa al centre.

### Filtres de densitat neutra variables
Els filtres de densitat neutra variables consten de dos filtres polaritzadors que segons girem ressaltaran més o menys passes de llum. Tot i estar format per filtres polaritzats, s'engloba dins els filtres de densitat neutra, ja que la seva funció principal és restar passes de llum (normalment entre 2 i 8). És molt comú en cinema tot i que moltes vegades també és utilitzat en fotografia de paisatge.

## Valors dels filtres ND
Els filtres ND estan quantificats per la seva densitat òptica o (equivalentment) la seva reducció del nombre f.
| Notació    | Notació    | Notació                        | Obertura de diafragma | Densitat òptica | Reducció del nombre f | Transmitància fraccional | Transmitància fraccional |
| Nombre ND1 | Nombre ND. | Nombre ND                      | Obertura de diafragma | Densitat òptica | Reducció del nombre f | Transmitància fraccional | Transmitància fraccional |
| ---------- | ---------- | ------------------------------ | --------------------- | --------------- | --------------------- | ------------------------ | ------------------------ |
|            |            |                                | 1                     | 0.0             | 0                     | 100%                     | 1                        |
| ND 101     | ND 0.3     | ND2                            | 1/2                   | 0.3             | 1                     | 50%                      | 0.5                      |
| ND 102     | ND 0.6     | ND4                            | 1/4                   | 0.6             | 2                     | 25%                      | 0.25                     |
| ND 103     | ND 0.9     | ND8                            | 1/8                   | 0.9             | 3                     | 12.5%                    | 0.125                    |
| ND 104     | ND 1.2     | ND16                           | 1/16                  | 1.2             | 4                     | 6.25%                    | 0.0625                   |
| ND 105     | ND 1.5     | ND32                           | 1/32                  | 1.5             | 5                     | 3.125%                   | 0.03125                  |
| ND 106     | ND 1.8     | ND64                           | 1/64                  | 1.8             | 6                     | 1.563%                   | 0.015625                 |
|            | ND 2.0     | ND100                          | 1/100                 | 2.0             | 6 ²⁄₃                 | 1%                       | 0.01                     |
| ND 107     | ND 2.1     | ND128                          | 1/128                 | 2.1             | 7                     | 0.781%                   | 0.0078125                |
| ND 108     | ND 2.4     | ND256                          | 1/256                 | 2.4             | 8                     | 0.391%                   | 0.00390625               |
|            |            | ND400                          | 1/400                 | 2.6             | 8 ²⁄₃                 | 0.25%                    | 0.0025                   |
| ND 109     | ND 2.7     | ND512                          | 1/512                 | 2.7             | 9                     | 0.195%                   | 0.001953125              |
| ND 110     | ND 3.0     | ND1024 (també anomenat ND1000) | 1/1024                | 3.0             | 10                    | 0.1%                     | 0.001                    |
| ND 111     | ND 3.3     | ND2048                         | 1/2048                | 3.3             | 11                    | 0.049%                   | 0.00048828125            |
| ND 112     | ND 3.6     | ND4096                         | 1/4096                | 3.6             | 12                    | 0.024%                   | 0.000244140625           |
|            | ND 3.8     | ND6310                         | 1/6310                | 3.8             | 12 ²⁄₃                | 0.016%                   | 0.000158489319246        |
| ND 113     | ND 3.9     | ND8192                         | 1/8192                | 3.9             | 13                    | 0.012%                   | 0.0001220703125          |
|            | ND 4.0     | ND10000                        | 1/10000               | 4.0             | 13 ¹⁄₃                | 0.01%                    | 0.0001                   |
|            | ND 5.0     | ND100000                       | 1/100000              | 5.0             | 16 ²⁄₃                | 0.001%                   | 0.00001                  |

A continuació una taula més simplificada:
| ND     | 4  | 8    | 16   | 32  | 64  | 128 | 256 | 512 | 1024 |
| Passos | 2  | 3    | 4    | 5   | 6   | 7   | 8   | 9   | 10   |
| %      | 50 | 25.0 | 12.5 | 6.3 | 3.1 | 1.6 | 0.8 | 0.4 | 0.2  |

La nomenclatura ND és com molts fabricants identifiquen als seus filtres de densitat neutra.
Els passos són el nombre de passos que la llum restarà de l'exposició.
El % és el percentatge de llum que permet passar cada vidre.